# Stadion Miejski w Žepču
Stadion Miejski – stadion piłkarski w Žepču w Bośni i Hercegowinie. Został otwarty w 1982 roku. Może pomieścić około 4000 widzów. Do 2020 roku swoje spotkania rozgrywali na nim piłkarze klubu NK Žepče.
Stadion klubu NK Orlovik (od 1994 roku pod nazwą NK Žepče) został otwarty w 1982 roku. Obiekt posiada dwie trybuny usytuowane wzdłuż boiska (jedna z nich jest zadaszona), a jego pojemność wynosi około 4000 widzów, z czego 890 miejsc jest siedzących. W latach 2002–2008 stadion gościł występy NK Žepče w Premijer lidze. W 2020 roku klub ten z przyczyn finansowych został rozwiązany.